# Friedrich Conrad Krüger
Friedrich Conrad Krüger (* 18. Juli 1765 in Stettin; † 27. März 1807 in Berlin) war ein deutscher Zeichner, Kupferstecher und Maler.
Er war der Sohn des Kupferstechers Johann Conrad Krüger. Er studierte an der Berliner Akademie der Künste und besuchte 1882 auch Kurse für Geometrie und Anatomie. Von 1786 bis 1802 beteiligte er sich an den Ausstellungen der Akademie. Er schuf vorrangig Porträts und Genrebilder.